# Uwe Wegmann
Uwe Wegmann (* 14. Januar 1964 in Fischen im Allgäu) ist ein deutscher Fußballtrainer und ehemaliger Fußballspieler.

## Karriere
Wegmann begann seine Bundesliga-Laufbahn 1985 beim VfL Bochum als Stürmer. Zur Saison 1987/88 wechselte er in die 2. Bundesliga zu Rot-Weiss Essen. Im Sommer 1989 zum VfL Bochum zurückgekehrt, stieg er 1993 trotz 13 erzielter Treffer mit dem VfL zum ersten Mal in die Zweitklassigkeit ab. In der Saison 1993/94 gelang Bochum der erste sofortige Wiederaufstieg in die Bundesliga; Wegmann wurde mit 22 Toren Torschützenkönig der 2. Bundesliga. Nach dem erneuten Abstieg des VfL Bochum nach der Saison 1994/95 wechselte er zum 1. FC Kaiserslautern, wo er jedoch kein Stammspieler wurde. Mit den Pfälzern stieg Wegmann im Jahr darauf in die 2. Bundesliga ab, konnte aber mit dem Gewinn des DFB-Pokals in dieser Spielzeit den größten Erfolg seiner Laufbahn feiern.
Wegmann brachte es zwischen 1985 und 1996 auf 240 Bundesligaspiele, in denen er 54 Tore erzielen konnte.
1997 wechselte er zum FC Lugano in die Schweiz. 1999 wurde Wegmann Spielertrainer beim FC Vaduz in Liechtenstein, wo er 2002 seine aktive Profikarriere beendete.

## Sonstiges
Nach dem Ende seiner Karriere eröffnete Wegmann eine Fußballschule. Zudem war er Spielertrainer bei den Allgäuer Vereinen FV Rot-Weiß Weiler, dem FC Kempten und beim Liechtensteiner Verein USV Eschen-Mauren, den er nach Saisonende 2013/2014 verlassen hat.
Als Nachfolger von Erik Regtop war Uwe Wegmann seit dem 2. Oktober 2014 Trainer beim St. Galler Traditionsverein SC Brühl in der Promotion League, der dritthöchsten Spielklasse des Landes, wurde dort jedoch im Oktober 2018 entlassen. Zur Saison 2019/20 wurde Wegmann Trainer des FC Memmingen in der Regionalliga Bayern. Am 14. November 2019 teilte der Verein mit, dass man sich von Uwe Wegmann getrennt habe. Zur Saison 2020/21 übernahm er den württembergischen Verbandsligisten FC Wangen 05, nach zwei Spielzeiten verließ er den Klub im Sommer 2022 wieder. Im Oktober 2023 übernahm er zunächst interimistisch den Trainerposten beim Verbandsligisten FV Weiler, zum Zeitpunkt der Übernahme lag der Klub auf dem letzten Tabellenplatz. Nach sieben Punkten aus vier Spielen wurde er Mitte November mit einem Vertrag bis Saisonende ausgestattet.
Sein Sohn Jordi Wegmann ist auch Profifußballer.